# Liste der Geotope im Landkreis Garmisch-Partenkirchen
Diese Liste enthält die Geotope des Oberbayerischen Landkreises Garmisch-Partenkirchen in Bayern.
Die Liste enthält die amtlichen Bezeichnungen für Namen und Nummern des Bayerischen Landesamt für Umwelt (LfU) sowie deren geographische Lage. Diese Liste ist möglicherweise unvollständig. Im Geotopkataster Bayern sind etwa 3.400 Geotope (Stand März 2020) erfasst. Das LfU sieht einige Geotope nicht für die Veröffentlichung im Internet geeignet. Einige Objekte sind zum Beispiel nicht gefahrlos zugänglich oder dürfen aus anderen Gründen nur eingeschränkt betreten werden.
| Name                                                       | Bild           | Geotop ID | Gemeinde / Lage                  | Geologische Raumeinheit        | Beschreibung | Fläche m² / Ausdehnung m | Geologie                                                                                  | Aufschlussart                  | Wert               | Schutzstatus                                           | Bemerkung                       |
| ---------------------------------------------------------- | -------------- | --------- | -------------------------------- | ------------------------------ | --- | ------------------------ | ----------------------------------------------------------------------------------------- | ------------------------------ | ------------------ | ------------------------------------------------------ | ------------------------------- |
| Straßenaufschluss W von Plattele                           |                | 180A001   | Krün Position                    | Isar-Loisach-Gebirgsregion     | Guter Aufschluss steil einfallender Partnachschichten. | 150 15 × 10              | Typ: Gesteinsart Art: Kalkstein                                                           | Böschung                       | bedeutend          | Landschaftsschutzgebiet                                |                                 |
| Ehemaliger Steinbruch Weghauser Köchel                     |                | 180A002   | Eschenlohe Position              | Isar-Loisach-Jungmoränenregion | Heute liegt der ehemalige Steinbruch auf bebautem Privatbesitz. | 150 30 × 5               | Typ: Gesteinsart Art: Mergelstein                                                         | Steinbruch                     | bedeutend          | FFH-Gebiet, Vogelschutzgebiet                          |                                 |
| Steinbruch am Langen Köchel im Murnauer Moos               | weitere Bilder | 180A004   | Murnau am Staffelsee Position    | Isar-Loisach-Jungmoränenregion | Nach über 70 Jahren wurde der Abbau im Dezember 2000 eingestellt. Insgesamt wurden in dieser Zeit 24 Mio. Tonnen 'Glaukoquarzit' abgebaut. Die Betriebsanlagen wurden abgebaut, die tieferen Abbausohlen füllen sich mit Grundwasser. Der Bruch bildet den wichtigsten Aufschluss der helvetischen Kreide im bayerischen Oberland. In kalzitverheilten Klüften sind Mineralfunde (z. B. Calcit, Pyrit) möglich. Der Schrattenkalk ist teilweise verkarstet. | 200000 1000 × 200        | Typ: Schichtfolge, Härtling Art: Sandstein, Kalkstein                                     | Steinbruch                     | besonders wertvoll | Landschaftsbestandteil, FFH-Gebiet, Vogelschutzgebiet  |                                 |
| Wörth-Konglomerat am Staffelsee                            |                | 180A005   | Seehausen am Staffelsee Position | Isar-Loisach-Jungmoränenregion | Am Seeufer sind die verfestigten oligozänen Flussschotter des Wörth-Konglomerats aufgeschlossen. | 60 10 × 6                | Typ: Gesteinsart Art: Konglomerat                                                         | Hanganriss/Felswand            | wertvoll           | Landschaftsschutzgebiet                                |                                 |
| Ehemaliger Kofelsteinbruch N von Mittenwald                |                | 180A007   | Mittenwald Position              | Isar-Loisach-Gebirgsregion     | Im geologischen Profil ist die Wechsellagerung von Kies, Sand und Kofelstein zu erkennen. Beim Kofelstein handelt es sich um einen durch Eisdruck und Kalkausscheidung verfestigten Karbonatdetritus (Seekreide) des Frühwürm. Der Aufschluss ist inzwischen stark verrutscht und z. T. zugewachsen. | 20000 200 × 100          | Typ: Gesteinsart Art: Kalkstein, Kies                                                     | Steinbruch                     | bedeutend          | kein Schutzgebiet                                      |                                 |
| Ehem. Marmorbruch in Adneter Schichten NE von Mittenwald   |                | 180A008   | Mittenwald Position              | Isar-Loisach-Gebirgsregion     | Der Adneter Kalk wurde als Naturwerkstein (Marmor) und als Schotter abgebaut. Zusätzlich sind Hierlatzkalke und Aptychenschichten aufgeschlossen. Es wurde über Manganvererzungen und Fossilfunde berichtet. | 3200 80 × 40             | Typ: Schichtfolge, Mineralien, Tierische Fossilien Art: Kalkstein                         | Steinbruch                     | wertvoll           | Naturschutzgebiet, FFH-Gebiet, Vogelschutzgebiet       |                                 |
| Aufschlüsse im Seinsbachtal NE von Mittenwald              |                | 180A009   | Mittenwald Position              | Isar-Loisach-Gebirgsregion     | Zu erkennen ist eine Brekzie mit eckigen, runden und kantengerundeten Geröllen in sandig-schlammiger Grundmasse aus dem Riß-/Würm-Interglazial, die viele Jura-Komponenten enthält. | 200 40 × 5               | Typ: Gesteinsart Art: Breccie, Schotter                                                   | Prallhang/Flussbett/Bachprofil | wertvoll           | Naturschutzgebiet, FFH-Gebiet, Vogelschutzgebiet       |                                 |
| Bausteinschichten NW von Zell                              | weitere Bilder | 180A010   | Großweil Position                | Isar-Loisach-Jungmoränenregion | Der tief eingegrabene Bachlauf am Ostende der Murnauer Mulde (umlaufendes Streichen) schneidet die Schichtfolge senkrecht an, wodurch kleine Wasserfälle entstanden. An diesem Exkursionspunkt ist die Schichtfolge gut aufgeschlossen. | 200 20 × 10              | Typ: Schichtfolge, Wasserfall, Bach-/Flusslauf Art: Sandstein, Mergelstein                | Prallhang/Flussbett/Bachprofil | bedeutend          | kein Schutzgebiet                                      |                                 |
| Hornsteinschichten bei der Blauen Gumpe S Unternogg        |                | 180A011   | Saulgrub Position                | Ammergebirge                   | Im Bachbett des Hengstbaches sind entlang kleiner Kaskaden Radiolarite des alpinen Malms aufgeschlossen, die meist rötlich, teilweise aber auch bunt gefärbt sind. Die dünnbankigen Gesteine sind teilweise intensiv verfaltet. Aufschlüsse von Radiolariten sind in Bayern in Talnähe nur selten vorhanden. | 2000 100 × 20            | Typ: Gesteinsart Art: Radiolarit                                                          | Prallhang/Flussbett/Bachprofil | wertvoll           | Naturschutzgebiet, FFH-Gebiet, Vogelschutzgebiet       |                                 |
| Bänderton-Aufschluss am Neuen Stall S Unternogg            |                | 180A012   | Saulgrub Position                | Ammergebirge                   | Im Bachbett des Hengstbaches sind südlich des Wilden Jäger Bändertone aufgeschlossen, die im würmeiszeitlichen Halbammer-Stausee abgelagert wurden. | 1500 100 × 15            | Typ: Gesteinsart Art: Seekreide                                                           | Prallhang/Flussbett/Bachprofil | bedeutend          | Naturschutzgebiet, FFH-Gebiet, Vogelschutzgebiet       |                                 |
| Bärenhöhle und Kleiner Wasserfall W von Wallgau            |                | 180A013   | Wallgau Position                 | Isar-Loisach-Gebirgsregion     | Oberhalb eines kleinen Wasserfalls (beschildert) liegt die breite Auswitterungshöhle in Raibler Rauhwacken, die einen guten Aufschluss des Gesteins bietet. Unmittelbar vor dem Objekt liegt ein ca. 1 m großer Findling aus Gneis. | 100 20 × 5               | Typ: Gesteinsart, Ausbruchs/Auswitterungshöhle, Wasserfall, Findling Art: Rauhwacke       | Höhle                          | wertvoll           | FFH-Gebiet, Vogelschutzgebiet                          |                                 |
| Schleifmühlklamm bei Unterammergau                         | weitere Bilder | 180A015   | Unterammergau Position           | Ammergebirge                   | Entlang des Wanderwegs durch die Schleifmühlklamm finden sich zahlreiche Aufschlüsse von verfalteten Ammergauer Schichten sowie im Bereich des oberen Wasserfalls auch von Radiolarit. Zusätzlich finden sich zahlreiche Spuren der früheren Wetzsteinherstellung. | 10000 500 × 20           | Typ: Schichtfolge, Wasserfall Art: Mergelstein, Radiolarit                                | Prallhang/Flussbett/Bachprofil | bedeutend          | kein Schutzgebiet                                      |                                 |
| Sandabbau am Burgbichl bei Unterammergau                   |                | 180A016   | Unterammergau Position           | Isar-Loisach-Jungmoränenregion | Gute Restaufschlüsse in einem ehemaligen Abbau von nur gering verfestigtem Cenomansandstein, der als Schleifmittel zur Wetzsteinherstellung verwendet wurde. | 450 30 × 15              | Typ: Gesteinsart Art: Sandstein                                                           | Steinbruch                     | bedeutend          | Naturschutzgebiet, FFH-Gebiet                          |                                 |
| Flyschaufschlüsse im Halbammertal                          |                | 180A017   | Saulgrub Position                | Ammergebirge                   | Im Norden des Halbammertals liegen Aufschlüsse des Feuerstätter Flyschs, der hier früher als Unternogg-Schichten bezeichnet wurde. Nach Süden folgen an Rutschungen und im Bachprofil Aufschlüsse der Piesenkopfserie, der Zementmergelserie und des Reiselsberger Sandsteins. Typische Turbiditabfolgen und Faltenstrukturen sind zu erkennen. | 200000 2000 × 100        | Typ: Gesteinsart, Falte/Mulde/Sattel, Rutschung Art: Sandstein, Mergelstein               | Prallhang/Flussbett/Bachprofil | wertvoll           | Naturschutzgebiet, FFH-Gebiet, Vogelschutzgebiet       |                                 |
| Meilerhütten-Breccie SSE von Garmisch-Partenkirchen        |                | 180A018   | Garmisch-Partenkirchen Position  | Isar-Loisach-Gebirgsregion     | Unterhalb der Meilerhütte befindet sich gut zugänglich die Meilerhütten-Breccie (Tertiär) in Kontakt zum Wettersteinkalk. Die aus überwiegend nur kantengerundeten Komponenten bestehende Grobbreccie wird als Ablagerung in einer Schlucht oder einem Canyon gedeutet. | 200 20 × 10              | Typ: Sedimentstrukturen, Kontakt Art: Breccie                                             | Felshang/Felskuppe             | wertvoll           | Naturschutzgebiet, FFH-Gebiet, Vogelschutzgebiet       |                                 |
| Längenfeld-Breccie SE von Grainau                          |                | 180A019   | Garmisch-Partenkirchen Position  | Isar-Loisach-Gebirgsregion     | Das Geotop bildet Türme und Felswände mit einer maximalen Höhe von etwa 70 Metern. Die Abfolge besteht aus grobem, eckigen bis meist nur kantengerundeten und feinkörnig angerundeten Material (Diamikt). Es ist schlecht bis mäßig sortiert. Die blockigen Bestandteile sind bis zu metergroß, die feinkörnigen bestehen aus Sand bis Schluff. Die Komponenten bestehen überwiegend aus der Wetterstein- und Raibl-Formation. Es lassen sich aber auch Komponenten aus der Steinalm- und Reifling-Formation (Alpiner Muschelkalk) sowie der Allgäu- und Schrambachformation finden. Die aus den Zentralalpen stammenden Vorkommen von Kristallinkomponenten, überwiegend Gneise, und durch Eisdruck gestauchte Sandlinsen lassen auf eine glazigene Bildung schließen. | 40000 500 × 80           | Typ: Sedimentstrukturen, Gesteinsart, Kolk Art: Breccie                                   | Felshang/Felskuppe             | wertvoll           | Landschaftsschutzgebiet                                |                                 |
| Aufschlüsse der Partnach-Formation S der Partnachklamm     |                | 180A020   | Garmisch-Partenkirchen Position  | Isar-Loisach-Gebirgsregion     | Die Partnach-Formation mit dunklen Tonmergelsteinen und Kalkstein-Bänken ist nach der Partnach benannt. Es gibt allerdings kein offizielles Typusprofil und damit keine offizielle Typlokalität. Aufschlüsse sind selten. In der Nähe des südlichen Partnachklamm-Eingangs befindet sich ein vom Weg aus einsehbarer Aufschluss am gegenüberliegenden Ufer der Partnach. Etwas oberhalb dieses Aufschlusses kommen am Weg zur Partnachalm immer wieder dunkle Tonmergelsteine der Partnach-Formation zum Vorschein. | 20 10 × 2                | Typ: Schichtfolge, Typlokalität Art: Kalkstein, Tonmergelstein                            | sonstiger Aufschluss           | wertvoll           | Naturdenkmal, Landschaftsschutzgebiet                  |                                 |
| Falten in der Partnach-Klamm                               |                | 180A021   | Garmisch-Partenkirchen Position  | Isar-Loisach-Gebirgsregion     | Schön verfaltete Abfolge von dünnbankigen Kalksteinen der Reifling-Formation. Aufgrund ihrer Dünnbankigkeit und zwischen den Kalksteinhorizonten liegenden Mergelsteinbänken reagiert die hornsteinreiche Reifling-Formation gegenüber lang andauernder mechanischer Beanspruchung (etwa Gebirgsbildungsprozesse) viskos und bildet entsprechende Faltenstrukturen aus. Der Aufschluss liegt gut zugänglich am Wanderweg, der unmittelbar vor dem nördlichen Partnachklamm-Eingang zum Gasthaus Vordergraseck abzweigt. | 2500 25 × 100            | Typ: Falte/Mulde/Sattel, Sedimentstrukturen Art: Kalkstein, Mergelstein                   | sonstiger Aufschluss           | wertvoll           | Landschaftsschutzgebiet                                |                                 |
| Konglomerat auf der Insel Wörth, Staffelsee                |                | 180A022   | Seehausen am Staffelsee Position | Isar-Loisach-Jungmoränenregion | Am Ufersaum der Insel Wörth anstehendes grobes Konglomerat, mittelsteil südfallend, Kern der Murnauer Mulde. Hier ist die Typlokalität des Wörth-Konglomerates, die nur mit Boot erreichbar ist. | 90 15 × 6                | Typ: Typlokalität, Gesteinsart Art: Konglomerat                                           | Hanganriss/Felswand            | besonders wertvoll | Landschaftsschutzgebiet                                |                                 |
| Steinbruch S Sprittelsberg                                 |                | 180A023   | Bad Kohlgrub Position            | Isar-Loisach-Jungmoränenregion | Typische bunt gefärbte Abfolge der Weißachschichten mit Konglomerat, Sandstein und Mergelstein. Die steil überkippte Lagerung ist typisch für den Südflügel der Murnauer Mulde, Deltaschichtung im Konglomerat. Das Geotop liegt direkt neben einem kleinen Wander-Parkplatz. | 288 18 × 16              | Typ: Gesteinsart, Schichtfolge Art: Konglomerat, Sandstein, Mergelstein                   | Hanganriss/Felswand            | bedeutend          | kein Schutzgebiet                                      |                                 |
| Wegböschung Ammertal, N Mayersäge                          |                | 180A024   | Saulgrub Position                | Isar-Loisach-Jungmoränenregion | Turbiditische Sandsteine mit Zwischenlagen von Mergelstein, gut ausgebildete Strömungsmarken an der Schichtunterseite und Pflanzenhäcksellagen. Südflügel Murnauer Mulde, steil überkippt. | 40 40 × 1                | Typ: Gesteinsart, Sedimentstrukturen, Pflanzliche Fossilien Art: Sandstein, Mergelstein   | Hanganriss/Felswand            | bedeutend          | FFH-Gebiet                                             |                                 |
| Wegböschung W Vorderen Hörnle                              |                | 180A025   | Saulgrub Position                | Ammergebirge                   | An der Forststraße westlich des Vorderen Hörnle ist die Hällritz-Formation des Rhenodanubischen Flyschs in einem langen Profil aufgeschlossen. Diese Turbidit-Abfolge besteht aus den typischen Zyklen aus Kalksandstein, Mergelstein und hemipelagischem Tonstein. Die Kalksandsteine zeigen zum Teil schöne Sedimentstrukturen wie Wickelschichtung, Parallelschichtung, Belastungsmarken und Gradierung. | 1230 410 × 3             | Typ: Schichtfolge, Sedimentstrukturen Art: Kalksandstein, Mergelstein, Tonstein           | Hanganriss/Felswand            | bedeutend          | kein Schutzgebiet                                      |                                 |
| Abbruchkante im nördlichen Schönleitenwald                 |                | 180A026   | Schwaigen Position               | Ammergebirge                   | An der Abrisskante ist ein Profil aus Hangablagerungen mit Fließerde über unverwitterter Moräne über zersetztem Rhenodanubischem Flysch freigelegt, das chemische Verwitterung vor dem würmzeitlichen Eishöchststand und Solifluktion im Anschluss an die Vereisung belegt. Vorsicht: ungesicherte Abrisskante! | 1250 50 × 25             | Typ: Schichtfolge Art: Ton, Mergel, Moräne                                                | Hanganriss/Felswand            | bedeutend          | kein Schutzgebiet                                      |                                 |
| Bachprofil im Hinteren Rehbreingraben                      |                | 180A027   | Schwaigen Position               | Ammergebirge                   | An der Typlokalität der Rehbreingraben-Formation (Quarzit-Serie, Rhenodanubischer Flysch) im Hinteren Rehbreingraben ist sie im Kontakt zur unterlagernden Tristel-Formation und zur überlagernden Lahnegraben- (Untere Bunte Mergel) und Ofterschwang-Formation aufgeschlossen: eine meist dickbankige Wechselfolge aus schwarzgrünen, harten Silt- und Sandsteinen, Grauwacken sowie schwarzen und grünen Tonsteinen, bereichsweise kommen mächtige Tonstein-reiche Abschnitte vor. Das Profil ist nur durch unwegsames Gelände, entlang der Bäche und Gräben zugänglich. Trittsicherheit und Klettern erforderlich! | 17500 250 × 70           | Typ: Typlokalität, Schichtfolge Art: Sandstein, Schluffstein, Tonstein                    | Prallhang/Flussbett/Bachprofil | besonders wertvoll | kein Schutzgebiet                                      |                                 |
| Bachprofil im oberen Lahnegraben                           |                | 180A028   | Schwaigen Position               | Ammergebirge                   | Das Typusprofil der Lahnegraben-Formation (Untere Bunte Mergel, Rhenodanubischer Flysch) liegt im oberen Teil des Lahnegrabens. Hier ist die Formation im Kontakt zur unterlagernden Rehbreingraben-Formation (Quarzit-Serie) und zur überlagernden Reiselsberg-Formation aufgeschlossen: eine dünn- bis mittelbankige Wechselfolge aus grünlichen, hell- bis schwarzgrauen Tonmergelsteinen und charakteristischen roten Tonsteinen mit Einschaltungen von teils karbonatischen Sandsteinen. Das Profil ist nur durch unwegsames Gelände, entlang der Bäche und Gräben zugänglich. Trittsicherheit und Klettern erforderlich! | 2000 80 × 25             | Typ: Typlokalität, Schichtfolge Art: Tonmergelstein, Tonstein, Sandstein                  | Prallhang/Flussbett/Bachprofil | besonders wertvoll | kein Schutzgebiet                                      |                                 |
| Bachprofil in der Scherenauer Laine                        |                | 180A029   | Unterammergau Position           | Ammergebirge                   | An den Steilufern der Scherenauer Laine ist die charakteristische plattig bis dünnbankige Tonmergel-/ Kalkmergelstein-Wechselfolge der Piesenkopf-Formation (Rhenodanubischer Flysch) mit verschiedenen Falten-Typen aufgeschlossen: offene und enge Falten, teilweise durchgeschert, teilweise mit Akkomodationsstrukturen im Faltenkern sowie Chevron- bzw. Knick-Falten. Das Profil ist nur durch unwegsames Gelände, entlang der Bäche und Gräben zugänglich, Trittsicherheit und Klettern erforderlich! | 3500 70 × 50             | Typ: Falte/Mulde/Sattel, Störung Art: Tonmergelstein, Kalkmergelstein                     | Prallhang/Flussbett/Bachprofil | bedeutend          | kein Schutzgebiet                                      |                                 |
| Deckengrenze im Ammertalgraben                             |                | 180A030   | Schwaigen Position               | Ammergebirge                   | Im Ammertalgraben ist die Deckengrenze zwischen Rhenodanubischem Flysch und Nördlichen Kalkalpen aufgeschlossen: Mittelgraue Mergelsteine der Kalkgraben-Formation (Rhenodanubischer Flysch) sind meist intensiv zerschert und kommen als tektonische Schuppen in dunkelgrauen Tonmergelsteinen der Allgäu-Formation (Nördliche Kalkalpen) vor. Die intensiv verschuppte Deckengrenze verläuft unregelmäßig und wellig. Das Geotop ist schwer zugänglich. Trittsicherheit und Klettern erforderlich! | 560 80 × 7               | Typ: Lagerungsverhältnisse, Schichtfolge Art: Mergelstein, Tonmergelstein                 | Prallhang/Flussbett/Bachprofil | bedeutend          | kein Schutzgebiet                                      |                                 |
| Schrambach-Formation im Marmorgraben NE von Mittenwald     |                | 180A031   | Mittenwald Position              | Isar-Loisach-Gebirgsregion     | Der Marmorgraben erschließt Gesteine der eng gefalteten Karwendelmulde von der Trias bis in die Kreide. Er war daher schon früh Exkursionsziel von Geologen. Spuren des in alten Karten noch verzeichneten Mardersteigs führen zu dem Aufschluss – einer im Luftbild deutlich erkennbaren vegetationsfreien Fläche im Wald. Hier stehen tektonisch stark eingeengte, feinschichtige graugrüne Mergelsteine der Schrambach-Formation (Unterkreide) in einem steilen Hang an. Die Schrambach-Formation bildet den Kern der Karwendelmulde. | 1750 50 × 35             | Typ: Schichtfolge, Falte/Mulde/Sattel Art: Mergelstein                                    | Hanganriss/Felswand            | wertvoll           | Naturschutzgebiet, FFH-Gebiet, Vogelschutzgebiet       |                                 |
| Wetzsteinbrüche bei Unterammergau                          | weitere Bilder | 180G004   | Unterammergau Position           | Ammergebirge                   | Typlokalität der Ammergauer Schichten, eines karbonatischen Feinsandsteins des Oberen Juras. Die Vorderen und Hinteren Zeilbrüche am Schartenköpfel sind im anstrengenden Anstieg und auf unmarkierten Pfaden nicht einfach zu erreichen. Auf zwei Seiten des Berges ziehen sich aneinandergereiht die alten Brüche mit verschiedenen Eigentümern hoch – jeweils mit eigenem Zugang und eigener Abraumhalde. Das Geotop gehört zu Bayerns hundert schönsten Geotopen und wird mit einer entsprechenden Infotafel erläutert. Die Infotafel steht unten im Tal am Erlebnislehrpfad Schleifmühlklamm. An der Zufahrtsstraße liegt ein Schleifmühlen-Museum. | 5000 100 × 50            | Typ: Steinbruch/Grube, Typlokalität Art: Kalkstein, Kieselgestein, Mergelstein            | Steinbruch                     | wertvoll           | kein Schutzgebiet                                      | Bayerns schönste Geotope Nr. 76 |
| Molybdän-Bergwerk Höllental an den Knappenhäusern          |                | 180G005   | Grainau Position                 | Isar-Loisach-Gebirgsregion     | Während des 1. Weltkriegs wurde in dem zu seiner Zeit höchstgelegenem Bergwerk Deutschlands das für die Stahlproduktion wichtige Molybdän gewonnen. Gefördert wurde überwiegend Gelbbleierz (Wulfenit). Die Lagerstätte wurde vollständig abgebaut. Die Knappenhäuser wurden 1914/15 als Bergwerkskantine errichtet. Nach der Einstellung der Erzförderung 1918 wurde das Gebäude ab 1922 lange Zeit als Gastwirtschaft genutzt. In der Höllentalklamm ist noch die Kaverne des ehemaligen Elektrizitätswerks zur Stromversorgung der Bergbauanlagen zu sehen. | 10000 100 × 100          | Typ: Stollen Art: Kalkstein                                                               | Tunnel/Stollen/Schacht         | wertvoll           | Landschaftsschutzgebiet                                |                                 |
| Wetzsteinbrüche bei Ohlstadt                               |                | 180G006   | Ohlstadt Position                | Isar-Loisach-Gebirgsregion     | Die Wetzsteinbrüche von Ohlstadt sind die ältesten, am längsten betriebenen (1350 bis 1950) und daher auch tiefsten Wetzsteinbrüche in Bayern. FLURL (1792) beschreibt die mit mehr als 40 Lachtern (ungefähr 80 Meter!) gefährlich hohen senkrechten Bruchwände, die fast jedes Jahr zu Unfällen führten. Er macht dafür eine ungeschickte Anlage der bis zu 19 nebeneinanderliegenden Brüche verantwortlich. Die Brüche sind über einen Pfad zwischen den gewaltigen Abraumhalden zugänglich, sind teils überwachsen und weisen eine noch immer 70 m hohe steile Südwand auf, von der man sich fernhalten sollte. Die Wetzsteine wurden aus den feinsandhaltigen Kalken der unteren Malm-Aptychenschichten gewonnen. Das Geotop steht als Bodendenkmal unter Schutz (Denkmal-Nr. D-1-8333-0091). | 137500 550 × 250         | Typ: Steinbruch/Grube, Tierische Fossilien Art: Kalksandstein                             | Steinbruch                     | wertvoll           | Bodendenkmal                                           |                                 |
| Römerstraße S von Klais                                    | weitere Bilder | 180G007   | Mittenwald Position              | Isar-Loisach-Gebirgsregion     | Südlich von Klais liegt ein gut erhaltener Abschnitt der römischen Via Raetia. Im anstehenden Raibler Kalk sind tiefe Spurrillen erkennbar, die vermutlich zunächst eingeritzt wurden und sich dann über die jahrhundertelange Befahrung mit Fuhrwerken vertieften. Der Straßenabschnitt wird heute als Wanderweg genutzt. Der Ortsname von Klais wird von dieser Straße (Geleise) abgeleitet. | 200 200 × 1              | Typ: Bearbeiteter Fels, Hohlweg, Gesteinsart Art: Kalkstein                               | Grube/Kanal/Hohlweg            | wertvoll           | Landschaftsbestandteil, Bodendenkmal, FFH-Gebiet       |                                 |
| Angerlloch und Hinterfallbachquelle                        | weitere Bilder | 180H001   | Wallgau Position                 | Isar-Loisach-Gebirgsregion     | Das Angerlloch ist eine langgestreckte und verzweigte Horizontalhöhle, die normalerweise nur einen relativ kleinen Höhlenbach führt. Bei Hochwasser dient die Höhle jedoch als Überlaufquelle für die tiefer gelegene Hinterfallbachquelle, die ebenfalls aus einer Höhle entspringt, welche allerdings normalerweise ganzjährig unter Wasser steht. | 400 20 × 20              | Typ: Karst-Horizontalhöhle, Faltenquelle, Wasserfall Art: Kalkstein                       | Höhle                          | wertvoll           | FFH-Gebiet, Vogelschutzgebiet                          |                                 |
| Kuhfluchtquelle bei Farchant                               | weitere Bilder | 180Q002   | Farchant Position                | Isar-Loisach-Gebirgsregion     | Der starke Quellaustritt erfolgt wasserfallartig aus einer (meist überfluteten) Karsthöhle inmitten einer Plattenkalk-Steilwand. Die Quelle, die den gesamten Westteil der Estergebirges entwässert, weist mehrere Nebenaustritte auf, die je nach Schüttung anspringen. Der Zugang zu der sagenumwobenen Karstquelle ist über den Steig zum Hohen Fricken möglich. | 25 5 × 5                 | Typ: Faltenquelle, Karst-Horizontalhöhle, Wasserfall Art: Kalkstein                       | kein Aufschluss                | besonders wertvoll | FFH-Gebiet, Vogelschutzgebiet                          |                                 |
| Sieben Quellen S von Eschenlohe                            | weitere Bilder | 180Q003   | Eschenlohe Position              | Isar-Loisach-Gebirgsregion     | Am Rand des Loisachtales liegen mehrere starke Quellaufstöße (mit insgesamt über 1000 l/s Schüttung), die sich zum Mühlbach vereinen. Der Sulfatgehalt des Wassers weist darauf hin, dass dieses im Untergrund auch Kontakt mit gipshaltigen Raibler Schichten hat. Schwefelbakterien zeigen biologischen Sulfatabbau an. Unterhalb der Quellen liegen im Mühlbach Grundwasseraufstöße aus dem Schotter im glazial übertieften Loisachtal (bedingt durch die Festgesteinsschwelle bei Eschenlohe). | 12000 400 × 30           | Typ: Verengungsquelle Art: Dolomitstein                                                   | kein Aufschluss                | besonders wertvoll | FFH-Gebiet, Vogelschutzgebiet                          |                                 |
| Karstquelle N von Wallgau                                  |                | 180Q004   | Wallgau Position                 | Isar-Loisach-Gebirgsregion     | Hier befindet sich eine kleine Karstquelle, die nicht dauerhaft schüttet. Bei Aktivität füllt sich ein kleiner Quelltopf. Die Quelle liegt am geologischen Rundwanderweg Wallgau und wird auf einer Schautafel erläutert. | 4 2 × 2                  | Typ: Stauquelle Art: Dolomitstein                                                         | kein Aufschluss                | bedeutend          | kein Schutzgebiet                                      |                                 |
| Partnachursprung S von Grainau                             |                | 180Q005   | Garmisch-Partenkirchen Position  | Isar-Loisach-Gebirgsregion     | Das Einzugsgebiet des Partnachursprungs ist Deutschlands höchstgelegenes Karstgebiet und liegt im Wetterstein-Kalk und -Dolomit. Die darunterliegenden mergelig-tonigen Partnachschichten agieren als Wasserstauer und zwingen das Wasser – durch die Kreuzung zweier Verwerfungen begünstigt – an die Oberfläche zu treten. Mit Hilfe von Markierungsarbeiten des LfU konnte nachgewiesen werden, dass das gesamte Zugspitzplatt ein in sich abgeschlossenes Einzugsgebiet mit nur diesem einen Quellaustritt darstellt und sehr schnell auf Niederschlag und Schmelzwasserabfluss reagiert. | 20 10 × 2                | Typ: Störungsquelle, Schlucht, Wasserfall Art: Kalkstein, Dolomitstein, Mergelstein       | sonstiger Aufschluss           | besonders wertvoll | Naturschutzgebiet, FFH-Gebiet, Vogelschutzgebiet       |                                 |
| Findling bei Bayersoien                                    |                | 180R001   | Bad Bayersoien Position          | Isar-Loisach-Jungmoränenregion | Der Block aus Raiselberger Sandstein wurde im Hochwürm abgelagert. | 9 3 × 3                  | Typ: Findling Art: Sandstein                                                              | Block                          | geringwertig       | Landschaftsschutzgebiet                                |                                 |
| Partnachklamm                                              | weitere Bilder | 180R002   | Garmisch-Partenkirchen Position  | Isar-Loisach-Gebirgsregion     | Die Klamm stellt eine hochrangige Touristenattraktion dar. Sie durchbricht einen Felsriegel aus Alpinem Muschelkalk. Am Weg zur Klamm liegt die Typlokalität der Partnachschichten. | 10500 700 × 15           | Typ: Klamm, Schichtfolge, Felssturz Art: Kalkstein, Mergelstein                           | Prallhang/Flussbett/Bachprofil | besonders wertvoll | Naturdenkmal                                           | Bayerns schönste Geotope Nr. 16 |
| Bergsturz W von Grainau                                    |                | 180R003   | Grainau Position                 | Isar-Loisach-Gebirgsregion     | Der Bergsturz ereignete sich während eines Klimaoptimums vor ca. 4500 bis 3600 Jahren. Das ursprünglich größere Becken des Eibsees wurde auf der Ost- u. Nordseite teilweise aufgefüllt und der nordöstliche Abfluss des Sees wurde verbaut. Das Bergsturzmaterial wird hauptsächlich dem Wettersteinkalk zugeordnet. Die Reichweite der Sturzmassen beträgt mehr als 9 km. | 250000 500 × 500         | Typ: Bergsturz Art: Blöcke                                                                | Block                          | besonders wertvoll | Landschaftsschutzgebiet                                |                                 |
| Toteisloch Hatzenbichl                                     |                | 180R004   | Ohlstadt Position                | Isar-Loisach-Jungmoränenregion | Die Toteislandschaft auf spätglazialen Schottern zeigt das letzte Rückzugsstadium des Würmglazials am nördlichen Gebirgsrand. | 5000 100 × 50            | Typ: Toteisloch Art: Schotter                                                             | kein Aufschluss                | bedeutend          | Naturdenkmal                                           |                                 |
| Dolinen W von Garmisch-Partenkirchen                       |                | 180R005   | Garmisch-Partenkirchen Position  | Isar-Loisach-Gebirgsregion     | In würmglazialer Nagelfluh und Schottern sind mehrere große kesselförmige Einsenkungen zu erkennen, die auf die Gips-Auslaugung der unterlagernden Raibler Schichten zurückzuführen sind. | 9000 300 × 30            | Typ: Doline, Subrosionslandschaft Art: Konglomerat, Gips                                  | kein Aufschluss                | wertvoll           | kein Schutzgebiet                                      |                                 |
| Dolinenfeld bei Krün                                       |                | 180R006   | Wallgau Position                 | Isar-Loisach-Gebirgsregion     | Die kesselförmigen Eintiefungen entstanden durch Subrosion der Gips- oder Anhydrit-Vorkommen unter spät- bis postglazialen Schottern (unterlagernd Raibler-Schichten). | 10000 200 × 50           | Typ: Doline, Subrosionslandschaft Art: Schotter, Gips                                     | kein Aufschluss                | wertvoll           | Naturdenkmal                                           |                                 |
| Isarufer am Horn N von Mittenwald                          |                | 180R007   | Mittenwald Position              | Isar-Loisach-Gebirgsregion     | Im Profil ist ein Riß-/Würm-interglazialer Bachschuttkegel zu erkennen. Darüber folgen kreidige Stausedimente, Frühwürmschotter und Würmmoräne. Im tonreichen Substrat entstehen Erdpyramiden, die aber derzeit nicht erkennbar sind. | 37500 250 × 150          | Typ: Prallhang, Schichtfolge, Rutschung Art: Schotter, Moräne                             | Prallhang/Flussbett/Bachprofil | wertvoll           | FFH-Gebiet                                             |                                 |
| Gletscherschliff SW von Mittenwald                         |                | 180R008   | Mittenwald Position              | Isar-Loisach-Gebirgsregion     | Der Wettersteinkalk weist deutliche Kritzung und Politur auf, der Gletscherschliff ist überdacht und mit einem Penck-Zitat versehen. | 50 10 × 5                | Typ: Gletscherschliff Art: Kalkstein                                                      | Hanganriss/Felswand            | wertvoll           | Naturdenkmal, Landschaftsschutzgebiet                  |                                 |
| Steinköchel im Murnauer Moos                               |                | 180R009   | Eschenlohe Position              | Isar-Loisach-Jungmoränenregion | Am südlichsten kleinsten Köchel steht Flysch mit Ton-/Silikatstein an. | 150000 500 × 300         | Typ: Härtling, Rundhöcker Art: Sandstein, Mergelstein                                     | kein Aufschluss                | wertvoll           | Naturschutzgebiet, FFH-Gebiet, Vogelschutzgebiet       |                                 |
| Ammerschlucht an der Scheibum                              |                | 180R010   | Saulgrub Position                | Isar-Loisach-Jungmoränenregion | In der steilen Ammerschlucht ist das Profil des Oligozäns der Unteren Süßwassermolasse aufgeschlossen. | 180000 600 × 300         | Typ: Schlucht, Schichtfolge Art: Mergelstein, Sandstein                                   | Prallhang/Flussbett/Bachprofil | besonders wertvoll | Naturschutzgebiet, FFH-Gebiet                          |                                 |
| Weißach-Schichten an der Ammer bei der Echelsbacher Brücke | weitere Bilder | 180R011   | Bad Bayersoien Position          | Isar-Loisach-Jungmoränenregion | In der Ammerschlucht ist der Grenzbereich der Murnauer und Rottenbucher Mulde aufgeschlossen (Untere Meeresmolasse – Untere Süßwassermolasse). Südlich der Brücke sind alte Stollenanlagen zu finden, in denen Mühlsteine gewonnen wurden. | 90000 300 × 300          | Typ: Schlucht, Stollen, Schichtfolge Art: Sandstein                                       | Prallhang/Flussbett/Bachprofil | besonders wertvoll | Naturschutzgebiet                                      |                                 |
| Buckelwiesen SE von Klais                                  | weitere Bilder | 180R012   | Mittenwald Position              | Isar-Loisach-Gebirgsregion     | Die Buckelwiesen stellen eine geomorphologische Besonderheit des Alpenraumes dar: Die wellig (bucklig) geformte Oberfläche entstand durch Frostpressung und Lösungsverwitterung von wasserdurchlässigen Kalksteinböden mit geringmächtiger, nährstoffarmer Humusauflage. Durch die jahrhundertelange extensive Wiesennutzung erhielt sich der artenreiche alpine Magerrasen. Das Gebiet wird als Standortübungsplatz durch die Bundeswehr genutzt. | 300000 600 × 500         | Typ: Buckelwiese Art: Moräne                                                              | kein Aufschluss                | besonders wertvoll | FFH-Gebiet                                             |                                 |
| Buckelwiesen NW von Mittenwald                             | weitere Bilder | 180R013   | Mittenwald Position              | Isar-Loisach-Gebirgsregion     | Auf dem Höhenrücken zwischen Mittenwald, Klais und Krün befand sich früher eine mehr oder weniger zusammenhängende Buckelwiesen-Flur, die teilweise durch Einebnung zerstört wurde. Die wellig geformte Oberfläche entstand durch Lösungsverwitterung von wasserdurchlässigen Kalksteinböden mit geringmächtiger, nährstoffarmer Humusauflage. | 800000 1000 × 800        | Typ: Buckelwiese Art: Moräne                                                              | kein Aufschluss                | besonders wertvoll | FFH-Gebiet                                             | Bayerns schönste Geotope Nr. 68 |
| Kames im Ostermoos                                         |                | 180R014   | Ohlstadt Position                | Isar-Loisach-Jungmoränenregion | Bei den markanten Kiesrücken handelt es sich um spätglaziale Bildungen des Eiszerfalls am Gebirgsrand. | 8000 200 × 40            | Typ: Kames Art: Schotter, Moräne                                                          | kein Aufschluss                | wertvoll           | Naturdenkmal, FFH-Gebiet, Vogelschutzgebiet            |                                 |
| Buckelwiesen am Gaisschädel NE von Klais                   |                | 180R016   | Krün Position                    | Isar-Loisach-Gebirgsregion     | Das Vegetationsbild ist geprägt durch kleinräumigen Wechsel extensiver Magerrasen mit Vorkommen artenreicher Halbtrockenrasen in verschiedenen Ausprägungen und Übergängen zu Borstgrasrasen, wechselfeuchten Pfeifengraswiesen und Flachmoorgesellschaften. Die Buckelwiesen sind eine morphologische Besonderheit des Alpenraums, die in der ausgehenden Eiszeit durch Frostpressung und Lösungsverwitterung entstand. | 480000 800 × 600         | Typ: Buckelwiese Art: Moräne                                                              | kein Aufschluss                | wertvoll           | Landschaftsschutzgebiet, FFH-Gebiet                    |                                 |
| Buckelwiesen am Plattele E von Kaltenbrunn                 |                | 180R017   | Krün Position                    | Isar-Loisach-Gebirgsregion     | Die Buckelwiesen stellen eine geomorphologische Besonderheit des Alpenraumes dar: durch Frostpressung und Lösungsverwitterung entstand die wellig (buckelig) geformte Oberfläche von wasserdurchlässigen Kalksteinböden mit geringmächtiger, nährstoffarmer Humusauflage. | 135000 900 × 150         | Typ: Buckelwiese Art: Kies                                                                | kein Aufschluss                | besonders wertvoll | Naturschutzgebiet, Landschaftsschutzgebiet, FFH-Gebiet |                                 |
| Höllentalklamm S von Grainau                               | weitere Bilder | 180R018   | Grainau Position                 | Isar-Loisach-Gebirgsregion     | Die Höllentalklamm überwindet auf ca. 2 km Länge über 600 m Höhenunterschied. Im Klammbereich treten mehrere Schutt- und Karstquellen aus. | 100000 2000 × 50         | Typ: Klamm, Verengungsquelle Art: Kalkstein                                               | Prallhang/Flussbett/Bachprofil | wertvoll           | Landschaftsschutzgebiet                                |                                 |
| Asamklamm E von Eschenlohe                                 | weitere Bilder | 180R024   | Eschenlohe Position              | Isar-Loisach-Gebirgsregion     | Die Eschenleine überwindet den Höhenunterschied zwischen dem Nebental und dem glazial übertieften Haupttal mit einer tiefen Schlucht im Hauptdolomit. Ein Großteil des Wassers versickert allerdings bereits am Eingang der Schlucht in Schlucklöcher. | 30000 600 × 50           | Typ: Klamm, Bachschwinde Art: Dolomitstein                                                | Prallhang/Flussbett/Bachprofil | wertvoll           | Vogelschutzgebiet                                      |                                 |
| Rutschung am Rißberg bei Grafenaschau                      |                | 180R025   | Bad Kohlgrub Position            | Ammergebirge                   | Markante Feilenanbrüche im Flysch auf der NE-Seite des Rißberges. Sie sind bereits von weitem erkennbar und ein typisches Beispiel für die Rutschungsneigung der bewaldeten Flyschberge am Alpenrand. Unterhalb liegt ein breiter Sturzkegel mit tiefen Wasserrissen ('Im Gsott'). | 600000 2000 × 300        | Typ: Felssturz, Rutschung Art: Mergelstein, Sandstein, Kalkstein                          | Hanganriss/Felswand            | wertvoll           | FFH-Gebiet                                             |                                 |
| Großer Wasserfall N von Wallgau                            | weitere Bilder | 180R026   | Wallgau Position                 | Isar-Loisach-Gebirgsregion     | Der Große Wasserfall überwindet in mehreren Stufen einen Höhenunterschied von mehr als 100 m. Die einzelnen Stufen sind teilweise durch Klamm- oder Schluchtstrecken voneinander getrennt. Das Wasser entspringt in sehr unterschiedlicher Menge aus einer Karstquelle in einem Felskessel, in dem auch die Korallenhöhle liegt. | 6000 300 × 20            | Typ: Wasserfall, Karst-Horizontalhöhle Art: Kalkstein                                     | Prallhang/Flussbett/Bachprofil | wertvoll           | FFH-Gebiet, Vogelschutzgebiet                          |                                 |
| Tumulus und Kame in Wallgau                                |                | 180R027   | Wallgau Position                 | Isar-Loisach-Gebirgsregion     | Am Rand des Isartals in Wallgau befindet sich ein gut erhaltener würmzeitlicher Tumulus neben einem Kame. Die Hügel sind vom geologischen Rundwanderweg Wallgau aus zu sehen und werden auf einer Schautafel erläutert. Ein Tumulus ist ein kegelförmiger Hügel, der aus Ablagerungen in einer Gletschermühle hervorging. Beim Eisrückgang finden nahe der Gletscherzunge Schmelzwasserbäche den direkten Weg von der Eisoberfläche zum Untergrund und lagern dort mitgeführtes Sediment ab. In Bayern hält sich noch die Bezeichnung Tumulus für diese Glazialform und kann begrifflich mit Grabhügeln verwechselt werden. Andernorts hat sich die Bezeichnung Moulin-Kame durchgesetzt – Moulin für Gletschermühle und Kame für Sedimentschüttungen gegen oder zwischen Gletschereis oder Toteis. Durch Viehtritt und Rutschung ist an einem der Hügel ein Aufschluss entstanden, der die grobe Sortierung des Materials zeigt. | 9600 120 × 80            | Typ: Tumulus, Kames Art: Schotter                                                         | kein Aufschluss                | bedeutend          | kein Schutzgebiet                                      |                                 |
| Gletscherschliff N von Wallgau                             |                | 180R028   | Wallgau Position                 | Isar-Loisach-Gebirgsregion     | Direkt neben der Bundesstraße befindet sich ein kleiner, frisch freigelegter Gletscherschliff im Hauptdolomit, dessen z. T. brekziiertes Gefüge hier besonders gut studiert werden kann. Der Gletscherschliff liegt am geologischen Rundwanderweg Wallgau und wird auf einer Schautafel erläutert. | 15 5 × 3                 | Typ: Gletscherschliff, Gesteinsart Art: Dolomitstein                                      | Hanganriss/Felswand            | bedeutend          | Vogelschutzgebiet                                      |                                 |
| Höllentalferner                                            |                | 180R029   | Grainau Position                 | Isar-Loisach-Gebirgsregion     | Der Höllentalferner liegt im obersten Höllental und ist Deutschlands zweitgrößter Gletscher. Der Blick vom Zugspitz-Ostgipfel gegen NE zeigt sehr gut die unterschiedlichen Gletscherstände zwischen heute und der Kleinen Eiszeit, die bis Mitte des 19. Jahrhunderts andauerte. Seit dieser Zeit hat sich der Höllentalgletscher ca. 500 m bergwärts zurückgezogen. Hauptsächlich von Lawinen genährter Gletscher, seine Zunge reicht auf fast 2200 m ü.NN herab. | 350000 700 × 500         | Typ: Gletscher/Firnfeld Art: Kalkstein                                                    | kein Aufschluss                | wertvoll           | Landschaftsschutzgebiet, FFH-Gebiet                    |                                 |
| Nördlicher Schneeferner                                    |                | 180R030   | Garmisch-Partenkirchen Position  | Isar-Loisach-Gebirgsregion     | Der Nördliche Schneeferner befindet sich im oberen Teil des Zugspitzplatts. Er ist Deutschlands größter Gletscher und wird als Skigebiet genutzt. Im Sommer wird versucht, durch eine Teilabdeckung mit Planen das starke Abschmelzen zu verlangsamen. | 300000 600 × 500         | Typ: Gletscher/Firnfeld Art: Kalkstein                                                    | kein Aufschluss                | wertvoll           | Landschaftsschutzgebiet                                |                                 |
| Mur-Rinne am Wanderweg zum Kramerplateau                   |                | 180R031   | Garmisch-Partenkirchen Position  | Isar-Loisach-Gebirgsregion     | Der Querschnitt durch eine Mur-Rinne zeigt kleinstückig zerlegte, ausschließlich eckige Komponenten aus Hauptdolomit, die vor allem nach (Stark-)Niederschlägen geschüttet werden. Gut zu sehen ist das aktuelle Zusammenspiel von gravitativer Gleitung von Geröllmassen mit Wasser als Gleitmittel und sedimentärer Schichtung aufgrund von Korngrößenunterschieden. Die Rinne wird von einem Wanderweg (Kramerplateau-Weg) geschnitten. | 6000 300 × 20            | Typ: Schuttkegel Art: Dolomitstein                                                        | sonstiger Aufschluss           | wertvoll           | kein Schutzgebiet                                      |                                 |
| Findlingsgruppe am Zeilboden N von Schlattan               |                | 180R032   | Garmisch-Partenkirchen Position  | Isar-Loisach-Gebirgsregion     | Knapp nördlich der flachen Kuppe des Steinbichels liegen im Wald verstreut mehrere Meter große Eklogit-Blöcke, die vermutlich Bruchstücke eines ehemals größeren Findlings sind, der durch würmzeitliches Ferneis (Inntal-Gletscher) antransportiert wurden. In der weiteren Umgebung finden sich zahlreiche kleinere, stets gut gerundete Findlinge. Das Gelände ist über den Wanderweg von der Schalmeischlucht zum Gasthaus Gschwandtnerbauer gut zu erreichen. | 100 10 × 10              | Typ: Findling Art: Eklogit                                                                | kein Aufschluss                | wertvoll           | Landschaftsschutzgebiet                                |                                 |
| Quelltuff am Kankerbach SW von Garmisch-Partenkirchen      |                | 180R033   | Garmisch-Partenkirchen Position  | Isar-Loisach-Gebirgsregion     | Die Quell- oder Kalktuffstufe hat sich über einer als Gesteinshärtling herauserodierten Rippe aus Partnachkalk gebildet. Das kalkreiche Wasser fließt vor allem über Moose und niederwüchsige Pflanzen. Organische Reste werden von Kalk bedeckt, inkrustiert und so fossilisiert. Die Tuffbildung ist über einen Wanderweg vom Kainzenbad aus gut zu erreichen. | 120 15 × 8               | Typ: Sinterbildung Art: Kalktuff                                                          | sonstiger Aufschluss           | bedeutend          | Landschaftsschutzgebiet                                |                                 |
| Schwemm- und Murkegel Friedergrieß W von Garmisch-Partenk. |                | 180R034   | Garmisch-Partenkirchen Position  | Ammergebirge                   | Das Friedergrieß ist ein kombinierter Schwemm-/Murkegel, der fast ausschließlich aus Hauptdolomitschutt besteht. Dieser stammt aus dem Graben des Wildbachs Friederlaine. Die Friederlaine versickert nach wenigen 100 m im Schutt. Am Beginn sowie im Verlauf des Friedergrießes sind immer wieder Terrassenkanten ersichtlich. Größere Steine und Blöcke sind vor allem im unteren Teil des Grießes an bestimmten Stellen angehäuft, selbst auf Baumästen sind Steine zu sehen. Dies deutet alles auf größere Hochwasserereignisse hin. Viele Bäume sind abgesoffen, so dass sich das Friedergrieß stellenweise durch einen Totwald windet. Durch Überschwemmungen lagern sich jedoch immer wieder Kiesbänke und Treibholz ab. Dabei entstehen neue Lebensräume für speziell angepasste Tier- und Pflanzenarten, wie etwa Deutsche Tamariske oder Kiesbank-Grashüpfer. | 600000 1500 × 400        | Typ: Schwemmfächer, Terrasse, Schuttkegel Art: Dolomitstein                               | sonstiger Aufschluss           | wertvoll           | Naturschutzgebiet, FFH-Gebiet, Vogelschutzgebiet       |                                 |
| Leutaschklamm SSW von Mittenwald                           | weitere Bilder | 180R035   | Mittenwald Position              | Isar-Loisach-Gebirgsregion     | Die Leutaschklamm liegt zum größten Teil in Österreich. Der unterste mit einer historischen Weganlage (Wasserfallsteig) erschlossene Teil ist jedoch nur über den Osteingang in Bayern erreichbar. Am Ende dieses Steiges sprudelt aus ca. 25 Metern Höhe ein Wasserfall in die Tiefe. Wieder zurück und weiter in Richtung Süden auf dem Koboldpfad (Lehrpfad mit Erläuterungstafeln) kommt man über den Berggasthof Gletscherschliff (Geotop 180R008) zum Klammsteig. Auf etwa 800 m führt der metallene Steg direkt und freischwebend über die Leutascher Ache. Es sind einige Hochwasserstandsmarken im Fels zu erkennen. Lehrtafeln machen die Besucher mit Geologie und Historie der Leutaschklamm vertraut. | 50000 1000 × 50          | Typ: Klamm, Kolk, Störung Art: Kalkstein                                                  | Prallhang/Flussbett/Bachprofil | wertvoll           | Landschaftsschutzgebiet                                |                                 |
| Felsfreistellungen N Hermannswiese                         |                | 180R036   | Murnau am Staffelsee Position    | Isar-Loisach-Jungmoränenregion | Steil überkippte Konglomeratbank aus dem Südflügel der Murnauer Mulde. Die Konglomeratbänke bilden für die Region typische Ost-West streichende Geländerippen. Das Geotop ist gut zu Fuß, aber weglos, erreichbar. | 1150 115 × 10            | Typ: Härtling Art: Konglomerat                                                            | Felshang/Felskuppe             | bedeutend          | kein Schutzgebiet                                      |                                 |
| Karstgebiet Bachschwinde W Saulgrub                        |                | 180R037   | Saulgrub Position                | Isar-Loisach-Jungmoränenregion | Unweit des Höhen-Wanderweges auf den Wetzstein sind 4 Dolinen, davon 2 als Schlucklöcher ausgebildet, angeordnet im Schichtstreichen der Molasse am Rande eines Hochmoorgebietes. Das Schluckloch (Ponor) am Rande des Moors wurde zu dessen Entwässerung genutzt. Im heute bewaldeten Moor können die Spuren des kleinparzelligen bäuerlichen Torfstichs beobachtet werden. | 6400 320 × 20            | Typ: Dolinenfeld Art: Kalkstein, Kalkkonglomerat, Mergelstein                             | Doline/Erdfall                 | bedeutend          | kein Schutzgebiet                                      |                                 |
| Hochmoor mit Moorauge SW Saulgrub                          |                | 180R038   | Saulgrub Position                | Isar-Loisach-Jungmoränenregion | Der Tiefsee ist ein Moorauge im Naturschutzgebiet Altenauer Moor. | 3375 75 × 45             | Typ: Hochmoor Art: Torf                                                                   | sonstiger Aufschluss           | bedeutend          | Naturschutzgebiet, FFH-Gebiet                          |                                 |
| Mur-Schwemmfächer bei Grafenaschau                         |                | 180R039   | Bad Kohlgrub Position            | Isar-Loisach-Jungmoränenregion | Der Ort Grafenaschau liegt auf dem Schwemmfächer des Lahnegrabens, der das aus Schichtfolgen des Rhenodanubischen Flyschs aufgebaute Gebiet zwischen Aufacker und Hörnle entwässert. Im Lahnegraben und seinen Nebenbächen kam es immer wieder zu Vermurungen, die zur Bildung des kombinierten Mur-Schwemmfächers von Grafenaschau führten. | 4000000 2000 × 2000      | Typ: Schwemmfächer Art: Kies, Sand, Ton                                                   | sonstiger Aufschluss           | bedeutend          | FFH-Gebiet                                             |                                 |
| Rutschmasse bei Altenau                                    |                | 180R040   | Saulgrub Position                | Isar-Loisach-Jungmoränenregion | Die fünf wallartigen Erhebungen im Kochelfilz, die den Fingern einer gespreizten Hand ähneln, sind Teil einer großen Rutschmasse. Diese einzigartigen Formen sind landschaftlich sehr reizvoll. Die Rutschmasse stammt aus der Ostflanke des Hochschergen, der aus Schichtfolgen des Rhenodanubischen Flyschs aufgebaut ist. Sie hat im Talbereich Seeablagerungen eines spätglazialen Staubeckensees im Ammertal überfahren. | 1440000 1800 × 800       | Typ: Rutschung Art: Kalksandstein, Mergelstein, Tonstein                                  | sonstiger Aufschluss           | bedeutend          | kein Schutzgebiet                                      |                                 |
| Schatzloch am Stierkopf                                    |                | 180R041   | Bad Kohlgrub Position            | Ammergebirge                   | Durch eine Klüftungs-parallele Bergzerreißung in Sand- und Mergelsteinen der Hällritz-Formation entstand ein etwa 1 Meter weit geöffneter, mindestens 4 Meter tiefer und mehr als 5 Meter langer Gang. Die Senke der Bergzerreißung ist auch an der Oberfläche sichtbar. Vor dem Eingang liegen Steine und Blöcke, vermutlich Abraum von Abbau-Versuchen. Der Sage nach soll ein Venedigermandl im Mittelalter hier am Stierkopf nach Kobalt, Gold oder Mangan gegraben haben. Das Schatzloch ist über einen Bergwanderweg zu Fuß erreichbar, Trittsicherheit erforderlich! | 150 30 × 5               | Typ: Felsblock Art: Kalksandstein, Mergelstein, Tonstein                                  | Hanganriss/Felswand            | wertvoll           | kein Schutzgebiet                                      |                                 |
| Felsen im Schönleitenwald                                  |                | 180R042   | Schwaigen Position               | Ammergebirge                   | Die dickbankigen, senkrecht stehenden Sandsteine der Reiselsberg-Formation (Flysch) zeigen an den Schichtunterseiten großflächige, wulstige Belastungs- und Strömungsmarken. Die Felsen sind umgeben von Blockschutt. Nackentälchen und weggekippte, dickbankige Steinplatten sind Folgen von Bergzerreißungen. Nur über wegloses Gelände erreichbar, daher unbedingt Trittsicherheit erforderlich! | 6500 130 × 50            | Typ: Felswand/-hang, Blockmeer, Sedimentstrukturen, Rutschung Art: Sandstein              | Felshang/Felskuppe             | bedeutend          | kein Schutzgebiet                                      |                                 |
| Altenauer Schleifen der oberen Ammer                       |                | 180R043   | Saulgrub Position                | Isar-Loisach-Jungmoränenregion | Im Bereich der Altenauer Schleifen bildet die Ammer noch Mäander, wie sie andernorts durch die Flussbegradigung verschwunden sind. Die Flussdynamik schafft Prallhänge und Kiesbänke, die sich ständig verändern. Im Digitalen Geländemodell (Abb. 4) zeigen sich besonders deutlich Terrassen unterschiedlicher Höhe und frühere – inzwischen inaktive – Flussschleifen und Prallhänge. Kiesbänke zum Schutz der Kiesbrüter nicht betreten! | 360000 800 × 450         | Typ: Mäander Art: Lehm, Kies                                                              | Prallhang/Flussbett/Bachprofil | wertvoll           | FFH-Gebiet                                             |                                 |
| Großrutschung Hechendorfer Berg S von Grafenaschau         |                | 180R044   | Schwaigen Position               | Ammergebirge                   | Die Rutschung am Hechendorfer Berg ist vom Murnauer Moos aus deutlich sichtbar und wurde in ihrer aktiven Phase als größte Rutschung Bayerns, wenn nicht gar Mitteleuropas bezeichnet. Ältere Rutschungen waren bekannt, aber im Sommer 2015 erfolgte dann eine Rutschung, die Forststraßen unterbrach, umfangreichen Baumbestand umlegte oder begrub und schließlich eine Fläche von rund 60 ha betraf. Teilweise erfolgte der Transport von Gesteinsmaterial als Mure. Ein kleiner Wildbach fließt durch die Schuttmassen. Der Rutschhang ist aus Schichten der Reiselsberg- und der Piesenkopf-Formation aufgebaut, deren Tonstein- und Tonmergelstein-Zwischenlagen im durchfeuchteten Zustand in Bewegung geraten und Blöcke von Sand- und Kalkstein abwärts transportieren. Den vor Ort gekennzeichneten Gefahrenbereich nicht betreten! | 200000 1000 × 200        | Typ: Rutschung Art: Blockschutt, Sandstein, Tonmergelstein                                | Hanganriss/Felswand            | wertvoll           | kein Schutzgebiet                                      |                                 |
| Mäander der Ach WNW von Obernach                           |                | 180R045   | Uffing am Staffelsee Position    | Isar-Loisach-Jungmoränenregion | Zwischen Brand und Obernach westlich des Staffelsees hat die Ach noch einen natürlichen Verlauf mit vielen Mäandern, Altarmen und Auewald. An einem Prallhang zeigen sich dunkle organische Lagen im Auelehm. Im Nordwesten sind an einem fossilen Prallhang – der frühere Mäander ist als Altarm trockengefallen – Konglomerate der Steigbach-Schichten freigelegt. Südlich der Ach sind Reste eines Mühlgrabens, der nach Obernach führte, erhalten. Die Ach mit umgebendem Auewald bildet hier die Grenze des Naturschutzgebiets Westlicher Staffelsee mit angrenzenden Mooren. | 260000 1300 × 200        | Typ: Mäander Art: Lehm                                                                    | Prallhang/Flussbett/Bachprofil | bedeutend          | Naturschutzgebiet, Landschaftsschutzgebiet, FFH-Gebiet |                                 |
| Buckelwiese auf dem Wetzstein W von Saulgrub               |                | 180R046   | Saulgrub Position                | Isar-Loisach-Jungmoränenregion | Auf dem Wetzstein westlich Saulgrub bilden als Härtling erhaltene Konglomerate der Weißach-Schichten eine markante Geländerippe. An ihrer Nordseite ist eine Buckelwiese ausgebildet. | 3400 170 × 20            | Typ: Buckelwiese, Härtling Art: Konglomerat                                               | kein Aufschluss                | wertvoll           | kein Schutzgebiet                                      |                                 |
| Schluckloch (Ponor) WSW des Tiefsees bei Saulgrub          |                | 180R047   | Saulgrub Position                | Isar-Loisach-Jungmoränenregion | Das Schluckloch befindet sich am Rand eines alten Torfstiches. Vermutlich wurde das Schluckloch bewusst benutzt, um das Moor in diesem Bereich zu entwässern. Es ist davon auszugehen, dass das Schluckloch in der Molasse schon voreiszeitlich angelegt wurde durch die Auswaschung des Feinmaterials in der Molasse. Anschließend wurde das Schluckloch von der Moräne überfahren und es bildete sich ein Moor. Im Laufe der Zeit wurde das Schluckloch allerdings wieder freigelegt und eine Versickerung kann wieder stattfinden. | 9600 240 × 40            | Typ: Ponor Art: Torf, Moräne                                                              | Doline/Erdfall                 | wertvoll           | FFH-Gebiet                                             |                                 |
| Ehemaliger Steinbruch Moosberg                             |                | 180A006   | Murnau a.Staffelsee Position     | Isar-Loisach-Jungmoränenregion | In der topographischen Karte von 1936 ist der Moosberg noch vollständig und mit einer Höhe von 659 m ü. NN eingezeichnet. Das heißt, er hob sich ursprünglich bis 32 m hoch aus dem umgebenden Murnauer Moos heraus. Die Werksgebäude des Hartsteinwerks Moosberg und die Seilbahn zum Bahnhof Eschenlohe sind aber schon eingezeichnet. Vielleicht war die Karte hier schlecht nachgeführt, denn nach einer Infotafel hat der Abbau bereits 1926 begonnen. In der Kartenausgabe von 1949 sind die Höhenlinien des früheren Köchels verschwunden und nur noch ein Steinbruchsymbol ist zu sehen. Der zuletzt 80 m unter Gelände reichende Abbau wurde 1992 eingestellt. Das Tagebauloch füllte sich mit einem See. Der Abbau erfolgte vor allem für Gleisschotter auf den als Glaukoquarzit bezeichneten, steil einfallenden Grünsandstein der Garschella-Formation. Später wurde auch der Schrattenkalk mit abgebaut. Beide Gesteine sind am Rande des Sees noch anzutreffen.                                                                                                | 71500 550 × 130          | Typ: Schichtfolge, Steinbruch/Grube Art: Sandstein, Kalkstein                             | Steinbruch                     | bedeutend          | FFH-Gebiet, Vogelschutzgebiet                          |                                 |
| Verfestigte Altmoräne bei Wengen SE von Eschenlohe         |                | 180A014   | Eschenlohe Position              | Isar-Loisach-Gebirgsregion     | Oberhalb von Wengen bei Eschenlohe steht ein unsortiertes, wenig gerundetes Konglomerat an, das auch für eine Brekzie gehalten werden könnte. Doben (1976) hat darin gekritzte Geschiebe, darunter zahlreiche aus Kristallinmaterial festgestellt und das Gestein als verfestigte Altmoräne – vermutlich rißzeitlich – eingestuft. Dem alten Aufschlussfoto (Abb. 3) von der damals – in den 1970er Jahren – neuen Forststraße in den Erläuterungen zur Geologischen Karte kann der heutige Zustand (Abb. 2) gegenübergestellt werden. | 800 160 × 5              | Typ: Gesteinsart Art: Moräne                                                              | Hanganriss/Felswand            | bedeutend          | Vogelschutzgebiet                                      |                                 |
| Till auf Kalkstein der Raibl-Formation NE von Klais        |                | 180A032   | Krün Position                    | Isar-Loisach-Gebirgsregion     | Ein weithin sichtbarer Aufschluss von hellweißem Gestein an einem Prallhang des Kranzbachs nordöstlich von Klais zeigt von Nahem einen Till. In einer feinkörnigen Matrix aus kalkigem Gesteinsmehl – daher die helle Farbe! – sind teils gekritzte Geschiebe eingestreut – Kalksteine und Kristallingesteine. Besonders attraktiv wird der Aufschluss dadurch, dass an einer Stelle unter dem Till dunkle Kalksteine der Raibl-Formation mit Gletscherschrammen zutage treten. | 350 50 × 7               | Typ: Gesteinsart, Gletscherschliff Art: Moräne, Kalkstein                                 | Prallhang/Flussbett/Bachprofil | wertvoll           | Landschaftsschutzgebiet                                |                                 |
| Kössen-Formation im Schneckengraben WNW von Burgrain       |                | 180A033   | Garmisch-Partenkirchen Position  | Ammergebirge                   | Die Via Alpina quert nordwestlich vom Pflegersee den Lahnenwiesgraben auf einer Brücke. 50 m westlich der Brücke mündet der Schneckengraben von Süden in den Lahnenwiesgraben. Hier stehen Mergel und Kalkmergelsteine der Kössen-Formation an. Außer einer schönen, vom Bach angeschnittenen Falte finden sich hier – in Geotrekking Zugspitzland beschrieben – Fossilien. Schon in einer Karte der geologischen Erstaufnahme aus der Mitte des 19. Jahrhunderts ist an dieser Stelle vermerkt: „grauer bituminöser Mergel und Mergelschiefer mit Versteinerungen“. Nach der ausführlichen Fossilienliste in den Erläuterungen zur geologischen Karte dürften sich vor allem Brachiopoden und Muscheln finden lassen. Braucht es dafür mehr Ausdauer oder waren schon so viele Fossiliensucher da? Bei einem kurzen Besuch an der Stelle wurden nur wenige undeutliche Fossilabdrücke gefunden. | 150 15 × 10              | Typ: Tierische Fossilien, Falte/Mulde/Sattel Art: Mergelstein, Kalkmergelstein, Kalkstein | Prallhang/Flussbett/Bachprofil | bedeutend          | Naturschutzgebiet, FFH-Gebiet, Vogelschutzgebiet       |                                 |
| Tonmergel-Schichten an der Ammer unterhalb Brücke Kammerl  |                | 180A034   | Saulgrub Position                | Isar-Loisach-Jungmoränenregion | Unterhalb der Brücke, die zum Kraftwerk Kammerl führt, quert die dünnplattige Folge der Tonmergel-Schichten steilstehend die Ammer. Schöne Aufschlüsse liegen am rechten Ufer. Härtere Sandsteinlagen bilden kleine Stufen im Fluss und sind auch gegenüber im Auslauf vom Kraftwerk hinter der Betonmauer freigespült. Über den Fluss hinweg zeigt sich die Schichtfolge auch an der Wand hinter dem Auslaufkanal (Abb. 4). | 4000 80 × 50             | Typ: Gesteinsart Art: Tonmergelstein, Sandmergelstein                                     | Prallhang/Flussbett/Bachprofil | wertvoll           | FFH-Gebiet                                             |                                 |
| Pechkohle im Graben SSE von Berggeist                      |                | 180A035   | Murnau a.Staffelsee Position     | Isar-Loisach-Jungmoränenregion | SSE vom Haltepunkt Seeleiten-Berggeist quert ein Graben mit einem Bach in N-S-Richtung die steil überkippt gelagerte Molasse des Südflügels der Murnauer Mulde. Begeht man den Graben vom Rande des Naturschutzgebietes Murnauer Moos aus von Süden nach Norden, dann fallen schon im Bachbett gelegentlich Kohlestückchen auf. Das zugehörige Kohleflöz quert Dezimeter-mächtig direkt unterhalb der untersten Stufe eines kleinen Wasserfalls. Unter braunem Belag und Algenbewuchs ist die Kohle zuerst gar nicht zu erkennen. Pechkohle ist eine Glanzbraunkohle, die ihren, für ihr junges Alter hohen Inkohlungsgrad durch die tiefe Versenkung im Molassetrog erhalten hat. Nach der geologischen Karte liegt das Kohleflöz in den Baustein-Schichten. Etwa 100 m weiter nördlich baute von 1870 bis 1880 die Grube Gottes Gnade auf mehreren Sohlen die Pechkohle eines jüngeren Flözes an der Grenze Baustein-/Weißach-Schichten ab. | 1200 80 × 15             | Typ: Pflanzliche Fossilien, Schichtfolge Art: Braunkohle                                  | Prallhang/Flussbett/Bachprofil | wertvoll           | Landschaftsschutzgebiet                                |                                 |
| Garschella-Formation im Achenrainerwäldl SW von Achrain    |                | 180A037   | Murnau a.Staffelsee Position     | Isar-Loisach-Jungmoränenregion | Südwestlich von Achrain hat die pleistozäne Gletscherbewegung einen kleinen Rundhöcker von Helvetikum hinterlassen. Kleine Abbaue auf den anstehenden Grünsandstein der Garschella-Formation stammen wohl noch aus dem 19. Jahrhundert, denn der Abbau im Osten ist schon in der Uraufnahme enthalten und der im Westen taucht in der ersten topographischen Karte vom Anfang des 20. Jahrhunderts dann auch schon auf. Der steil aufgerichtete grünlichgraue Sandstein verwittert bräunlich und ist gut gebankt mit welliger Oberfläche. | 4050 135 × 30            | Typ: Gesteinsart, Schichtfolge, Rundhöcker Art: Sandstein                                 | Steinbruch                     | bedeutend          | FFH-Gebiet, Vogelschutzgebiet                          |                                 |
| Helvetikum am Köchel bei Schwaig W von Großweil            |                | 180A038   | Großweil Position                | Isar-Loisach-Jungmoränenregion | Westlich des Hofes Schwaig bei Großweil wurden in einem kleinen Köchel an der Loisachaue Aubrig-Schichten (Selun-Subformation, Garschella-Formation, Knollenschichten) identifiziert. Es handelt sich um mittelgraue Kalksteine mit faustgroßen Hornsteinknollen und mit knolligen Schichtflächen. Andernorts konnte in den Köcheln des Murnauer Mooses die Garschella-Formation nicht weiter untergliedert werden. | 100 20 × 5               | Typ: Schichtfolge, Gesteinsart Art: Kalkstein, Sandstein                                  | Steinbruch                     | wertvoll           | FFH-Gebiet, Vogelschutzgebiet                          |                                 |
| Schieferkohle im ehemaligen Abbau von Großweil             |                | 180A039   | Großweil Position                | Isar-Loisach-Jungmoränenregion | Im Nordwesten von Großweil ist der alte Tagebau auf pleistozäne Schieferkohle inzwischen überwachsen und bewaldet. An einer vom Abbau verschonten Rippe ist die Schieferkohle aufgeschürft und bietet damit den einzigen verbliebenen Kohleaufschluss auf dem alten Bergwerksgelände. Mit einem Torbogen am westlichen Ortsanfang von Großweil wird an den von 1796 bis 1962 dauernden Kohlebergbau erinnert. Der Abbau erfolgte nicht nur im Tagebau, sondern auch unter Tage (Irenenzeche). Am Höllersberg westlich der Autobahn zeigt das Digitale Geländemodell ein Pingenfeld, dessen perlschnurartig aneinandergereihte Löcher den Streckenverlauf nachzeichnen. Bei der Einstellung des Bergbaus wurden die Streckenkreuze gesprengt. Das alte Grubenfeld machte beim Autobahnbau umfangreiche bohrtechnische Erkundungen und Verfüllungen notwendig. | 4 2 × 2                  | Typ: Pflanzliche Fossilien, Tagebau Art: Braunkohle                                       | Böschung                       | wertvoll           | kein Schutzgebiet                                      |                                 |
| Ölschiefer in der Hüttlebachklamm SE von Krün              |                | 180A040   | Mittenwald Position              | Isar-Loisach-Gebirgsregion     | In die Hüttlebachklamm im Hauptdolomit des Karwendels führt ein Rundwanderweg von Krün aus. Begangen wird er am besten klammaufwärts. Ehe der Weg gegen Ende der Klamm auf Treppen herausführt, verläuft er auf dem Schutt, den der Hüttlebach bei Hochwasser mitbringt und ablagert. Links (nordseitig) ist eine deutliche Störungsfläche freigelegt. Verlängert man die Fläche nach oben zur heutigen Geländeoberfläche oberhalb der Klamm, kann man sich gut vorstellen, dass entlang dieser Schwächezone im Gestein die Klamm angelegt wurde. Direkt nach der ersten Brücke sind rechts vom Weg schwarze, asphaltische Beläge auf Hauptdolomit zu finden. Hier handelt es sich um Einlagerungen von Ölschiefer im Hauptdolomit. Während andernorts der Ölschiefer in schichtparallelen Lagen gut zu erkennen ist, hat hier Tektonik die gut gleitfähigen Flächen genutzt und den Ölschiefer zerschert. Aus dem Ölschiefer wurde im Karwendel Steinöl gewonnen. Schlägt man das Gestein an, kann man das Öl riechen.                                                       | 25000 500 × 50           | Typ: Gesteinsart, Störung, Klamm Art: Ölschiefer, Dolomitstein                            | Hanganriss/Felswand            | bedeutend          | Naturschutzgebiet, FFH-Gebiet, Vogelschutzgebiet       |                                 |
| Pietra Verde in der Lindlähne S von Mittenwald             |                | 180A041   | Mittenwald Position              | Isar-Loisach-Gebirgsregion     | Als Pietra Verde werden grünliche tuffitische Lagen im Alpinen Muschelkalk bezeichnet. Es handelt sich um vermutlich umgelagerte Zeugnisse eines Vulkanismus und um einen alpenweiten Marker-Horizont. Hier in der Lindlähne liegt die Petra Verde dm-mächtig in Kalksteinen der Reifling-Formation. Direkt im Pfad des Leitersteigs lässt sich dort, wo er von Süden kommend in die Lindlähne hinunterführt, auffallend grüne verwitterte Pietra Verde aufschürfen. Nach Beschreibungen soll der Tuffit in der Umgebung auch anstehend im Fels aufzufinden sein. | 1 1 × 1                  | Typ: Gesteinsart Art: Tuff/Tuffit                                                         | Hanganriss/Felswand            | wertvoll           | Naturschutzgebiet, FFH-Gebiet, Vogelschutzgebiet       |                                 |
| Pietra Verde im Stangenwald SSW von Hammersbach            |                | 180A042   | Grainau Position                 | Isar-Loisach-Gebirgsregion     | Als Pietra Verde werden grünliche tuffitische Lagen in der Reifling-Formation bezeichnet. Es handelt sich um vermutlich umgelagerte Zeugnisse eines Vulkanismus und um einen alpenweiten Marker-Horizont. Am Forstweg auf 1.000 m Höhe über dem Hammersbach, etwa 20 Schritte nördlich des Mandles-Brunnens, findet sich in der Wegböschung das hellgrünliche Gestein. Für sich allein sieht es gar nicht so anders aus als ein Kalkstein, reagiert aber nicht auf Salzsäure. Mit dem Messer lässt es sich nicht ritzen, ritzt aber Kalkstein. | 2 2 × 1                  | Typ: Gesteinsart Art: Tuff/Tuffit                                                         | Böschung                       | wertvoll           | kein Schutzgebiet                                      |                                 |
| Steinbrüche S der Echelsbacher Brücke (Ostseite)           |                | 180A043   | Bad Bayersoien Position          | Isar-Loisach-Jungmoränenregion | Auf der Ostseite der Ammerschlucht liegen etwa 100 m südlich der Echelsbacher Brücke alte Abbaue in Sandsteinen der Baustein-Schichten. Flurl schreibt 1792, dass die feinkörnigen Sandsteine im Liegenden des Echelsbacher Flözes für Schleifsteine gebrochen und von den Schleifern allen übrigen derartigen Steinen im Oberland vorgezogen wurden. Die etwas weniger feinkörnigen Sandsteine im Hangenden wurden für Gesimse etc. verwendet. Gümbel beschreibt die Schichtfolge und vermerkt im Liegenden des Echelsbacher Flözes „Feinster, bester Sandstein – Steinbruch, grosse Werksteinbank – Steinbruch“. Der Sandstein war hier offenbar von so hoher Qualität, dass er in Kavernen in den Berg hinein abgebaut wurde. In den Sandstein sind lagenweise Kiese eingestreut. Etwa 100 m südlich der Behelfsbrücke führt ein Pfad, der stellenweise etwas Vorsicht im Abstieg verlangt, zu den alten Abbauen. Vorsicht – von den steilen und überhängenden Wandteilen fernhalten – Steinschlaggefahr!                                                                  | 1800 120 × 15            | Typ: Gesteinsart, Steinbruch/Grube Art: Sandstein, Konglomerat                            | Steinbruch                     | wertvoll           | Naturschutzgebiet, FFH-Gebiet                          |                                 |
| Verwerfung am Höhenberg WSW von Eschenlohe                 |                | 180A044   | Eschenlohe Position              | Ammergebirge                   | Im Digitalen Geländemodell (DGM, Bild 1) fällt ein Einschnitt wie von einem Messer auf, der neugierig macht. Und tatsächlich zeichnet sich in dem eingekerbten Tälchen messerscharf eine Störung ab. Sie verläuft im Hauptdolomit SW-NE etwa parallel zum Loisachtal und sie fällt nach SE ein, wie im DGM bereits zu erkennen war. Dass die Störung hier so schön herauspräpariert ist, liegt an dem gelegentlich fließenden Wasser. Die Störung bedeutet eine Schwächezone mit beiderseits durch die Bewegung aufgelockertem Gestein. Die Erosion kann hier gut angreifen. Da die Kerbe auch der kürzeste Weg für das abfließende Oberflächenwasser aus der kleinen Talung zum Vorfluter ist, braucht es keinen ständig fließenden kräftigen Bach für das Eintiefen. Aber natürlich kann auch die Störung der Anlass gewesen sein, dass hier überhaupt erst eine nach NE ausgerichtete Talung entstanden ist. | 20000 800 × 25           | Typ: Störung Art: Dolomitstein                                                            | Prallhang/Flussbett/Bachprofil | bedeutend          | kein Schutzgebiet                                      |                                 |
| Ehem. Gipsbrüche von Oberau                                |                | 180G009   | Oberau Position                  | Ammergebirge                   | Die Gipsbrüche am nördlichen Ortsrand von Oberau haben über Jahrhunderte zum Wohlstand des Ortes beigetragen. Die Karteneintragungen der geologischen Erstaufnahme aus der Mitte des 19. Jahrhunderts durch Gümbel und seine Mitarbeiter zeigen die damalige Situation (Abb. 4). Schmitz schreibt 1843: „Der hiesige Gyps wird nach vorgenommener Durchglühung auf den, in der Nähe befindlichen Mühlen gepocht und auf der Loisach versendet.“ Durch den Bau des Kramertunnels gab es 2018 vor dem Tunneleingang noch Aufschlüsse in frischem Gipsgestein der Raibl-Formation. Die Gipse von Oberau sind weiß oder unrein grau, massig oder dünnplattig und verfältelt, in enger Wechsellagerung mit Tonsteinen. Die geringe Verwitterungsbeständigkeit des Böschungsgesteins machte eine Überdeckung mit Spritzbeton unvermeidbar. Eine Zeitlang werden sich im Umfeld noch Blöcke mit Gips aus Abraum und Auffüllung finden lassen, bis sie verwittert und zerfallen sind.                                                                                                 | 45900 270 × 170          | Typ: Steinbruch/Grube Art: Gips                                                           | Steinbruch                     | bedeutend          | kein Schutzgebiet                                      |                                 |
| Schleifsteinbrüche der Steinbruchleiten W von Kleinweil    |                | 180G010   | Großweil Position                | Isar-Loisach-Jungmoränenregion | An der Steinbruchleiten westlich von Kleinweil zieht sich im Digitalen Geländemodell wie mit dem Lineal gezogen eine Reihe von Abbauen am steilen Hang hin. Hier wurden über Jahrhunderte Schleifsteine gebrochen, wie sie zum Zurichten der bei Ohlstadt gewonnenen Wetzsteine benötigt wurden. Die Schleifsteine wurden aus den Sandsteinen der Baustein-Schichten gewonnen. Die genau der Schichtung folgende Abbaulinie zeigt, dass sehr selektiv ein bestimmter Sandsteinhorizont, in dem Körnung und Festigkeit ideal waren, abgebaut wurde. Die Konglomerate wurden stehengelassen. Nahe Kleinweil liegen wohl die ältesten Abbaue, denn sie sind soweit verfallen, dass kaum noch Steinbruchwände zu sehen sind. Der Abbau dürfte dann – mit zunehmend längeren Transportwegen – nach Westen fortgeschritten sein und so liegt es wohl daran, dass hier noch in jüngerer Zeit abgebaut wurde, dass am Objektpunkt noch Schrämspuren an einer Abbauwand zu sehen sind. Vorsicht! Das steile, weglose Gelände verlangt Trittsicherheit. Steinschlaggefahr unter Wänden! | 60000 1.200 × 50         | Typ: Steinbruch/Grube Art: Sandstein, Konglomerat                                         | Steinbruch                     | wertvoll           | FFH-Gebiet, Vogelschutzgebiet                          |                                 |
| Wetzsteinbruch im Hengstbachtal SSW von Saulgrub           |                | 180G012   | Saulgrub Position                | Ammergebirge                   | Im Ammergebirge gibt es in abgelegenen Tälern eine Vielzahl von kleinen Wetzsteinbrüchen und -gruben. Im Digitalen Geländemodell sind sie gut zu erkennen. Die Wetzsteine wurden aus feinsandhaltigen Lagen der Ammergau-Formation gewonnen. Die Lagen hatten unterschiedliche Namen und aus ihnen wurden unterschiedliche Wetzstein-Qualitäten gewonnen. Heute gibt es wohl Keinen mehr, der die Lagen im Gelände erkennen und bezeichnen könnte. In dem kleinen Steinbruch hier ist noch gut zu erkennen, dass die Wetzsteinmacher bestimmte Horizonte verfolgten und dabei auch überhängende Felspartien in Kauf nahmen. Von steilen und überhängenden Felswänden fernhalten – Steinschlaggefahr! | 5000 100 × 50            | Typ: Steinbruch/Grube Art: Kieselkalkstein                                                | Steinbruch                     | bedeutend          | Naturschutzgebiet, FFH-Gebiet, Vogelschutzgebiet       |                                 |
| Wetzsteinbruch E von Ohlstadt                              |                | 180G013   | Ohlstadt Position                | Isar-Loisach-Gebirgsregion     | Östlich von Ohlstadt liegt ein vergessener Wetzsteinbruch im Wald. Im Digitalen Geländemodell ist der Steinbruch gut zu erkennen. Ein schmaler Einschnitt führt aus dem Steinbruch heraus zu der jüngsten Halde. Mit der Eintiefung des Steinbruchs bei fortschreitendem Abbau wurde dieser Einschnitt nötig. Von dem Einschnitt führt eine schmale Trasse auf die Halde, auf der vermutlich die Loren mit dem Abraum geschoben wurden. Ähnliche Spuren sind auf alten Halden in höherem Niveau zu finden, wo längst die Quelle des Abraums durch die Eintiefung verschwunden ist. Die Wetzsteine wurden aus den feinsandhaltigen Kalken der Ammergau-Formation gewonnen. Im Einschnitt zum Steinbruch stehen stark verfältelte Gesteine im Übergang zu den Radiolariten der liegenden Ruhpolding-Formation an. Von steilen Felswänden fernbleiben – Steinschlaggefahr! | 62500 250 × 250          | Typ: Steinbruch/Grube Art: Kieselkalkstein                                                | Steinbruch                     | bedeutend          | kein Schutzgebiet                                      |                                 |
| Grotten in Raibler Rauhwacke NNE von Gerold                |                | 180H002   | Krün Position                    | Isar-Loisach-Gebirgsregion     | An einer Forststraße weit oberhalb von Gerold stehen auf 1.200 m Felsen von Rauhwacken der Raibl-Formation. Mürbe Partien des teils brekziösen, teils aber auch bankigen Gesteins sind herausgewittert und haben kleine Höhlungen hinterlassen. Die Felspartie ist schon in den Erläuterungen zur Geologischen Karte in einem Foto (dort Abb. 1) wiedergegeben. Von den steilen Felswänden fernbleiben – Steinschlaggefahr! | 4000 100 × 40            | Typ: Ausbruchs/Auswitterungsh., Gesteinsart Art: Rauhwacke                                | Hanganriss/Felswand            | bedeutend          | kein Schutzgebiet                                      |                                 |
| Schwefelquelle am Kalvarienberg W von Eschenlohe           |                | 180Q006   | Eschenlohe Position              | Isar-Loisach-Gebirgsregion     | An der Garmischer Straße in Eschenlohe unterhalb des Kalvarienbergs führt Schwefelwasserstoffgeruch zu einer gefassten Quelle. Weiße fädige Beläge am Quellaustritt sind Biofilme von Schwefelbakterien. Eine leicht erhöhte Austrittstemperatur von 10°, Sulfatgehalt und der bei der Neufassung festgestellte artesische Wasseraustritt aus Klüften zeigen, dass das Wasser der gipshaltigen Raibl-Formation im tieferen Untergrund entstammt. | 4 2 × 2                  | Typ: Mineralquelle Art: Dolomitstein, Rauhwacke                                           | kein Aufschluss                | wertvoll           | kein Schutzgebiet                                      |                                 |
| Heumoosberg W von Ohlstadt                                 |                | 180R015   | Murnau a.Staffelsee Position     | Isar-Loisach-Jungmoränenregion | Der Heumoosberg zeigt schon durch sein anderes Streichen, dass es sich nicht um einen Hügel aus vom Gletscher überschliffenen Festgestein handelt, wie bei den Köcheln des Murnauer Mooses. Der Heumoosberg besteht vielmehr aus spätriß- bis frühwürmzeitlichen Schottern und Seesedimenten. Kiese, Kalkschluffe, Sande und auch Schieferkohle waren früher zeitweilig aufgeschlossen. Heute gibt es keine Aufschlüsse mehr. Wirtschaftswege führen zu der Hügelkette, die überwiegend als Weideland eingezäunt ist. | 210000 1400 × 150        | Typ: Rundhöcker Art: Schotter, Braunkohle, Seekreide                                      | kein Aufschluss                | bedeutend          | FFH-Gebiet, Vogelschutzgebiet                          |                                 |
| Findling Kratzenstein am Kratzenköpfl W von Mittenwald     |                | 180R048   | Mittenwald Position              | Isar-Loisach-Gebirgsregion     | Am Kratzenköpfl liegt ein Findling mit Abmessungen von 3,7 × 2,3 × 1,6 m. Er besteht aus Ortho-Augengneis. Der Findling ist Naturdenkmal. | 9 4 × 2                  | Typ: Findling Art: Gneis                                                                  | Block                          | bedeutend          | Naturdenkmal                                           |                                 |
| Schuttfächer des Kaltwassergrabens E von Wallgau           |                | 180R049   | Mittenwald Position              | Isar-Loisach-Gebirgsregion     | Der Kaltwassergraben ist einer der großen Schuttlieferanten ins Isartal. Aus seinem Einzugsgebiet führen Bäche und Muren Schutt des Hauptdolomits und aufgearbeitete Lokalmoräne mit. In Trockenzeiten versickert der Bach schon am Schluchtausgang in seinem Schotterbett. Bei Starkregen oder in der Schneeschmelze ist die Furt, mit der die Forststraße die Schotterfläche 600 m weiter unten überquert, nicht passierbar und auch danach muss erst wieder ein Fahrweg planiert werden. Im Digitalen Geländemodell (Abb. 4) ist zu sehen, wie junge Schuttlieferungen alte Terrassenkanten im Isartal überschüttet haben. Die Schlucht nicht betreten, wenn im Einzugsgebiet Regen niedergeht oder zu erwarten ist! | 27000 900 × 30           | Typ: Schwemmfächer, Schlucht Art: Dolomitstein                                            | Prallhang/Flussbett/Bachprofil | bedeutend          | Naturschutzgebiet, FFH-Gebiet, Vogelschutzgebiet       |                                 |
| Findling Großer Stein NE von Wallgau                       |                | 180R050   | Wallgau Position                 | Isar-Loisach-Gebirgsregion     | Am Isarberg nordöstlich von Wallgau liegt auf 1.020 m Höhe ein großer Findling aus Biotit-Muskovit-Gneis. Auf einer Tafel wird der Findling und seine Transportgeschichte erläutert. | 12 4 × 3                 | Typ: Findling Art: Gneis                                                                  | Block                          | bedeutend          | kein Schutzgebiet                                      |                                 |
| Findling im Oberen Bockreut N von Mittenwald               |                | 180R051   | Mittenwald Position              | Isar-Loisach-Gebirgsregion     | In Wiesengelände des Oberen Bockreuts nördlich von Mittenwald liegt ein Findling aus Amphibolit auf Würmmoräne. Der Findling ist Naturdenkmal. | 4 2 × 2                  | Typ: Findling Art: Moräne                                                                 | Block                          | bedeutend          | Naturdenkmal                                           |                                 |
| Altarm der Loisach E von Hechendorf                        |                | 180R052   | Murnau a.Staffelsee Position     | Isar-Loisach-Jungmoränenregion | Östlich von Hechendorf verläuft die Loisach schnurgerade und eingedämmt durch die Talaue. Zwischen Loisach und Ramsach schlängelt sich aber ein Waldstreifen durch die Wiesen, der das alte – jetzt trockene – Bett der Loisach vor der Flussbegradigung enthält. Im Gelände – und auch im Digitalen Geländemodell sichtbar – zeigt sich, dass auch die alte Loisach bereits eingedämmt worden war. Der Vergleich von heute mit der Uraufnahme aus der Mitte des 19. Jahrhunderts zeigt deutlich, wie sehr der Mensch eingegriffen und die Talaue verändert hat. Die Loisach wurde hier bereits 1862 begradigt. | 16500 550 × 30           | Typ: Trockental Art: Torf, Lehm                                                           | Prallhang/Flussbett/Bachprofil | wertvoll           | Landschaftsschutzgebiet, FFH-Gebiet, Vogelschutzgebiet |                                 |
| Buckelflur der Reschbergwiesen W von Farchant              |                | 180R054   | Farchant Position                | Ammergebirge                   | Auf den Reschbergwiesen vor der Diessener Hütte sind Buckelwiesen hervorragend ausgebildet. Sie liegen auf einer spätglazialen Schotterterrasse. Buckelwiesen entstehen auf kalkreichem Untergrund durch verstärkte Karbonatlösung in Senken eines durch Rodung oder Windwurf vorgegebenen Reliefs. Die Karbonatlösung kann aber auch da verstärkt angreifen, wo von Bäumen Wasser abtropft oder Schnee lange liegenbleibt und dadurch ein Relief als Ausgangspunkt der Buckelbildung schafft. Die Beschränkung der Buckelwiesen auf den Alpenraum legt nahe, dass die kalten Schmelzwässer einer langen Schneeperiode bedeutsam sind: Kälteres Wasser löst mehr Karbonat. Periglaziale Verhältnisse zu Ende der letzten Eiszeit können bereits die Buckelbildung initiiert haben. | 100000 500 × 200         | Typ: Buckelwiese Art: Schotter                                                            | kein Aufschluss                | wertvoll           | Naturschutzgebiet, FFH-Gebiet, Vogelschutzgebiet       |                                 |
| Finzbachklamm WNW von Krün                                 |                | 180R055   | Krün Position                    | Isar-Loisach-Gebirgsregion     | Die Schlucht des Finzbachs ist nur im untersten Teil über Pfade und Holzstege, die aber nicht mehr gut gewartet sind, zugänglich. Dort, wo die eigentliche Klamm mit steilen Felswänden beginnt, muss die Begehung spätestens an einer Engstelle, die ganz vom Bach ausgefüllt wird, enden. Die Schlucht verläuft hier in Raibl-Formation und Schluchten und Klammen in dieser Formation sind eher selten. Die bizarr durchlöcherten Rauhwacken der Raibl-Formation sind in Schwellen im Bachbett und in Felsen und Türmchen am Talhang zu finden. In die Raibl-Formation der unzugänglichen oberen Flinzbachklamm kann nur vorsichtig vom Wanderweg oberhalb aus Einblick genommen werden. Begehung auf eigene Gefahr! Wegsperrungen beachten! | 10000 500 × 20           | Typ: Klamm Art: Rauhwacke, Dolomitstein, Kalkstein                                        | Prallhang/Flussbett/Bachprofil | wertvoll           | FFH-Gebiet, Vogelschutzgebiet                          |                                 |
| Schleierfälle                                              | weitere Bilder | 190R046   | Bad Bayersoien Position          | Isar-Loisach-Jungmoränenregion | Die Wasserfälle mit ihren eindrucksvollen Kalksinterterrassen sind als Naturdenkmal geschützt. | 200 20 × 10              | Typ: Wasserfall, Sinterbildung, Tuffhöhle, Schichtquelle Art: Kalktuff, Konglomerat       | sonstiger Aufschluss           | wertvoll           | Naturdenkmal, Naturschutzgebiet, FFH-Gebiet            |                                 |
| Aufschlüsse am Höhenberg W von Ohlstadt                    |                | 180A045   | Ohlstadt Position                | Isar-Loisach-Jungmoränenregion | Zwischen Ohlstadt und der Autobahn A 95 liegt der Höhenberg, ein langgestreckter Köchel aus kretazischem Sediment. An seinem Südwesthang ist in einem aufgelassenen und inzwischen teilweise zugewachsenen Steinbruch an mehreren Stellen dunkelgrauer Kalkmergelstein der Zementmergel-Serie aufgeschlossen. Die Schichten fallen sehr steil ein, weshalb sich in den Aufschlüssen der Kalkmergel in dünnen Platten leicht bergen lässt. Spurenfossilien konnten bei der Aufnahme nicht gefunden werden. Gelegentlich sind kleinere Bänke von teils kieseligen Kalksteinen zwischengeschaltet (Flysch). | 2400 60 x 40             | Typ: Schichtfolge, Gesteinsart Art: Kalkmergelstein, Kieselkalkstein                      | Steinbruch                     | wertvoll           | FFH-Gebiet, Vogelschutzgebiet                          |                                 |